# Asellariales
De Asellariales vormen een orde van lagere schimmels (Mucoromycota) uit de klasse van Trichomycetes.
De soorten uit deze orde hebben een vertakt, afzonderlijk thallus. De ongeslachtelijke voortplanting vindt plaats via arthrosporen. Er zijn 6 soorten bekend.

## Taxonomische indeling
De taxonomische indeling van de Asellariales is volgens de Index Fungorum Indeling van de Asellariales als volgt:
Orde: Asellariales
- Familie: Asellariaceae